# Атака дронів на Київ 17 жовтня 2022 року
Серія обстрілів дронами-камікадзе по Києву сталася в понеділок 17 жовтня 2022 року, починаючи з 6 години ранку за київським часом. Атака здійснена ЗС РФ під час повномасштабного вторгнення до України. За міжнародним законом є воєнним злочином за статтею про порушення методів та засобів ведення війни. Унаслідок серії атак 4 людини постраждали та 5 загинули.

## Хід подій
Вранці понеділка 17 жовтня 2022 року військовики ЗС РФ випустили в бік Києва 28 дронів-камікадзе Shahed-136. Більшість безпілотників знищено силами протиповітряної оборони ЗСУ, проте п'ять з них вибухнули в Шевченківському районі Києва. Три влучили в об'єкти критичної інфраструктури, один — у житловий будинок на Жилянській вулиці, ще один був збитий працівниками поліції. Вибухи сталися двома хвилями з 06:37 до 08:20. Сигнал повітряної тривоги у Києві діяв з 06:23 до 09:31.
Один із вибухів пролунав у житловому будинку в Шевченківському районі столиці. Рятувальники загасили конструкції історичної будівлі та провели роботи з розбору завалів. Відразу було врятовано 18 мешканців будинку. Двоє перебували під завалами. Дістали тіло загиблої жінки. Згодом врятували одну літню жінку. За попередніми даними, ще одна людина перебуває під завалами.[уточнити]
В результаті ударів ще чотирьох іранських дронів-камікадзе були пошкоджені чотири енергетичні об'єкти в Києві (в тому числі один в Шевченківському районі столиці). Крім того, противник завдав ракетних ударів по критичній інфраструктурі в Сумській та Дніпропетровській областях — сотні населених пунктів залишилися без світла.
Увечері атака дронами по Києву продовжилась. Так в 20:25 було збито черговий дрон, що летів з лівого берега над Броварами.

## Жертви
Рятувальники під завалами зруйнованого внаслідок атаки ворожих дронів-камікадзе житлового будинку в Шевченківському районі, за інформацією заступника керівника Офісу Президента Кирила Тимошенка, виявили тіла трьох загиблих людей. Загалом, вдалося врятувати 19 осіб, ще 4 — постраждали. Пізніше рятувальники знайшли ще одну загиблу людину, уточнила речниця ДСНС Світлана Водолага. Наступного дня, 18 жовтня 2022 року, рятувальники з-під завалів будинку на другому поверсі дістали тіло літньої жінки — п'ятої жертви терористичної атаки РФ.
Серед загиблих — подружжя Замченки, 34-річний Богдан та 28-річна Вікторія, яка була на 6-му місяці вагітності їх первістком та родина військовослужбовця, які мешкали на останньому поверсі —59-річна Тетяна Вікторівна Ганич 69-річний Віталій Володимирович.

## Руйнування історичної спадщини

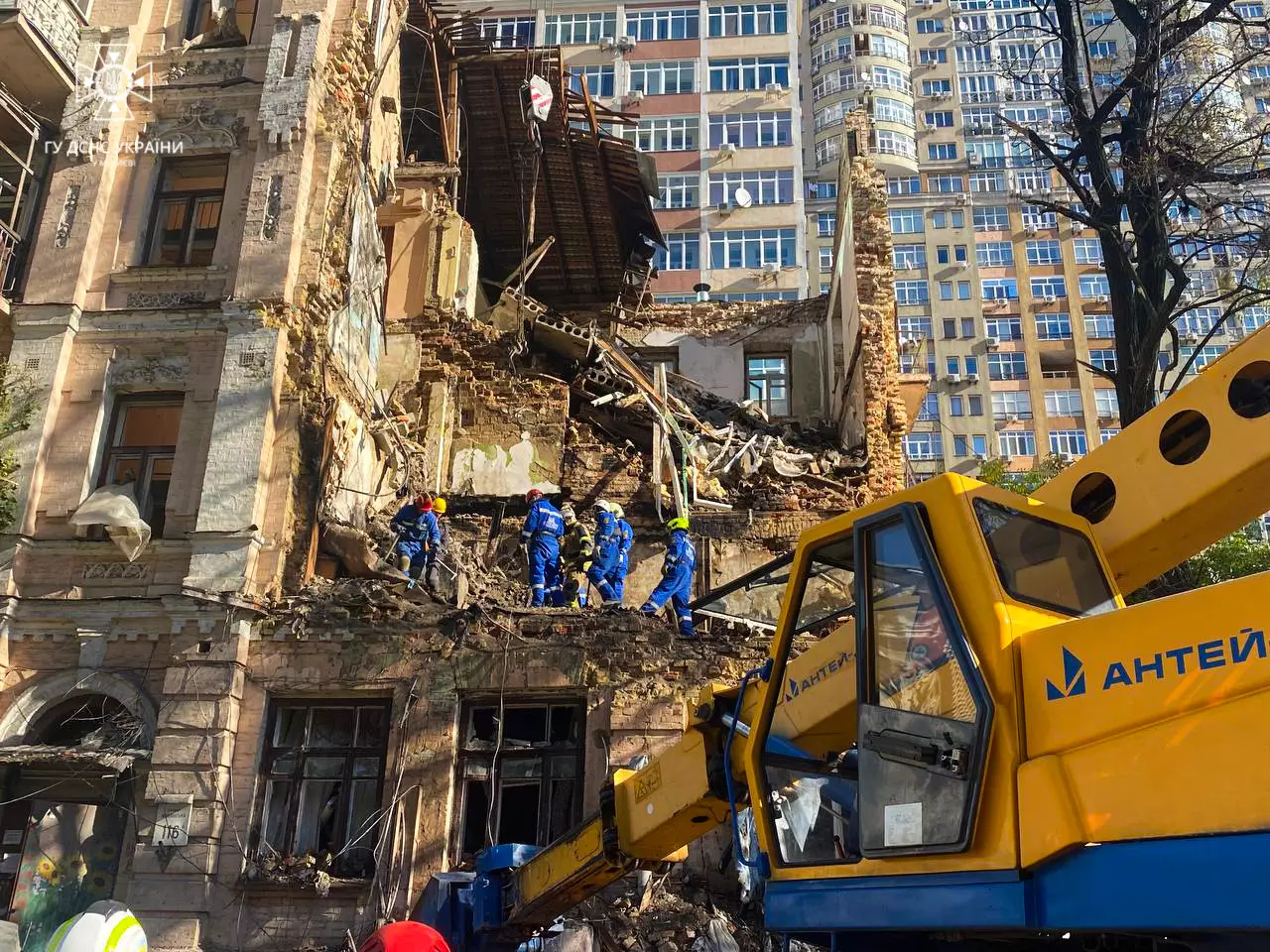
Рештки будинку на Жилянській

Напівзруйнований ударом будинок 116-А на Жилянській вулиці мав історичну та архітектурну цінність. Він був збудований у кінці ХІХ — на початку ХХ сторіччя для купця Іоселіана Іцковича Лева, власника фабрики гнутих меблів та металевих виробів. Будинок примітний поєднанням київського цегляного стилю та дрібних ліплених неоготичних деталей і пережив обидві світові війни. Одного часу його хотів знести забудовник, але мешканці змогли його відстояти. Після руйнування половини будинку при російській атаці мешканці створили петицію до міської влади для його відновлення, але влада визнала його таким, що відновленню не підлягає.